# 村上淳一
村上 淳一（むらかみ じゅんいち、1933年3月31日 -2017年10月24日）は、日本の法学者（比較法・ドイツ法）。山田晟門下。東京大学名誉教授。日本におけるドイツ法研究の第一人者。日本学士院会員。東京高等裁判所長官や最高裁判所長官を歴任した村上朝一の長男。京都府生まれ。

## 略歴

### 学歴
- 1956年 東京大学法学部第1類卒業

### 職歴
- 1956年 東京大学法学部助手（指導教官は来栖三郎）
- 1959年 東京大学法学部助教授
- 1969年 東京大学法学部教授
- 1993年 桐蔭横浜大学法学部法律学科教授、東京大学名誉教授
- 2006年9月　 桐蔭横浜大学終身教授
- ドイツ連邦共和国連邦功労勲章大功労十字章 (2006年)

に所属。

## 著書

### 単著
- 『ドイツの近代法学』（東京大学出版会、1964年）
- 『近代法の形成』（岩波書店、1979年、新版1990年）
- 『ゲルマン法史における自由と誠実』（東京大学出版会、1980年、新版・UPコレクション、2014年）
- 『｢権利のための闘争」を読む』(岩波書店、1983年、新版・岩波人文書セレクション、2015年）
- 『ドイツ市民法史』（東京大学出版会、1985年、新版・UPコレクション、2014年）
- 『ドイツ現代法の基層』（東京大学出版会、1990年）
- 『仮想の近代－西洋的理性とポストモダン－』（東京大学出版会、1992年）
- 『現代法の透視図』（東京大学出版会、1996年）
- 『<法>の歴史』（東京大学出版会、1997年、新版・UPコレクション、2013年）
- 『システムと自己観察－フィクションとしての<法>－』（東京大学出版会、2000年）

### 編著・共編
- 『法律家の歴史的素養』（東京大学出版会、2003年）
- 『岩波講座 社会科学の方法』（岩波書店（全12巻）、1993年-1994年）
  - 佐々木毅・塩沢由典・杉山光信・二宮宏之・山之内靖

### 訳書
- イェーリング『権利のための闘争』（岩波文庫、1982年）
- クヌート・ヴォルフガング・ネル『ヨーロッパ法史入門』（東京大学出版会、1999年）
- ヴィレム・フルッサー『サブジェクトからプロジェクトへ』（東京大学出版会、1996年）
- ヴィレム・フルッサー『テクノコードの誕生』（東京大学出版会、1997年）
- ノルベルト・ボルツ『意味に餓える社会』（東京大学出版会、1998年）
- ノルベルト・ボルツ『世界コミュニケーション』（東京大学出版会、2002年）
- ニクラス・ルーマン『社会の教育システム』（東京大学出版会、2004年）
- ニクラス・ルーマン『ポストヒューマンの人間論 -後期ルーマン論集-』（東京大学出版会、2007年）
- グンター・トイブナー編『結果志向の法思考　利益衡量と法律家的論証』（小川浩三共訳、東京大学出版会、2011年）

## 論文
- 「近代化と合理主義・反合理主義」『北大法学論集』第41巻第5・6合併号（1991年）
- 「サヴィニーの民事訴訟」『日本學士院紀要』第58巻第1号（2003年）
- 「グローバル化と法」『日本學士院紀要』第60巻第1号（2005年）
- 「「ポリコンテクスチュラリティー」とはなにか？」『日本學士院紀要』第63巻第1号（2008年）

## 学外における役職
- 日独法律家協会（ドイツ語版）会長